# Obélix y compañía
Obélix y compañía (en francés: Obélix et Compagnie, editorial Dargaud en Francia, Hachette en España) es el vigésimo tercer libro de la serie de historietas Astérix el Galo, creada por René Goscinny (guion) y Albert Uderzo (dibujos).

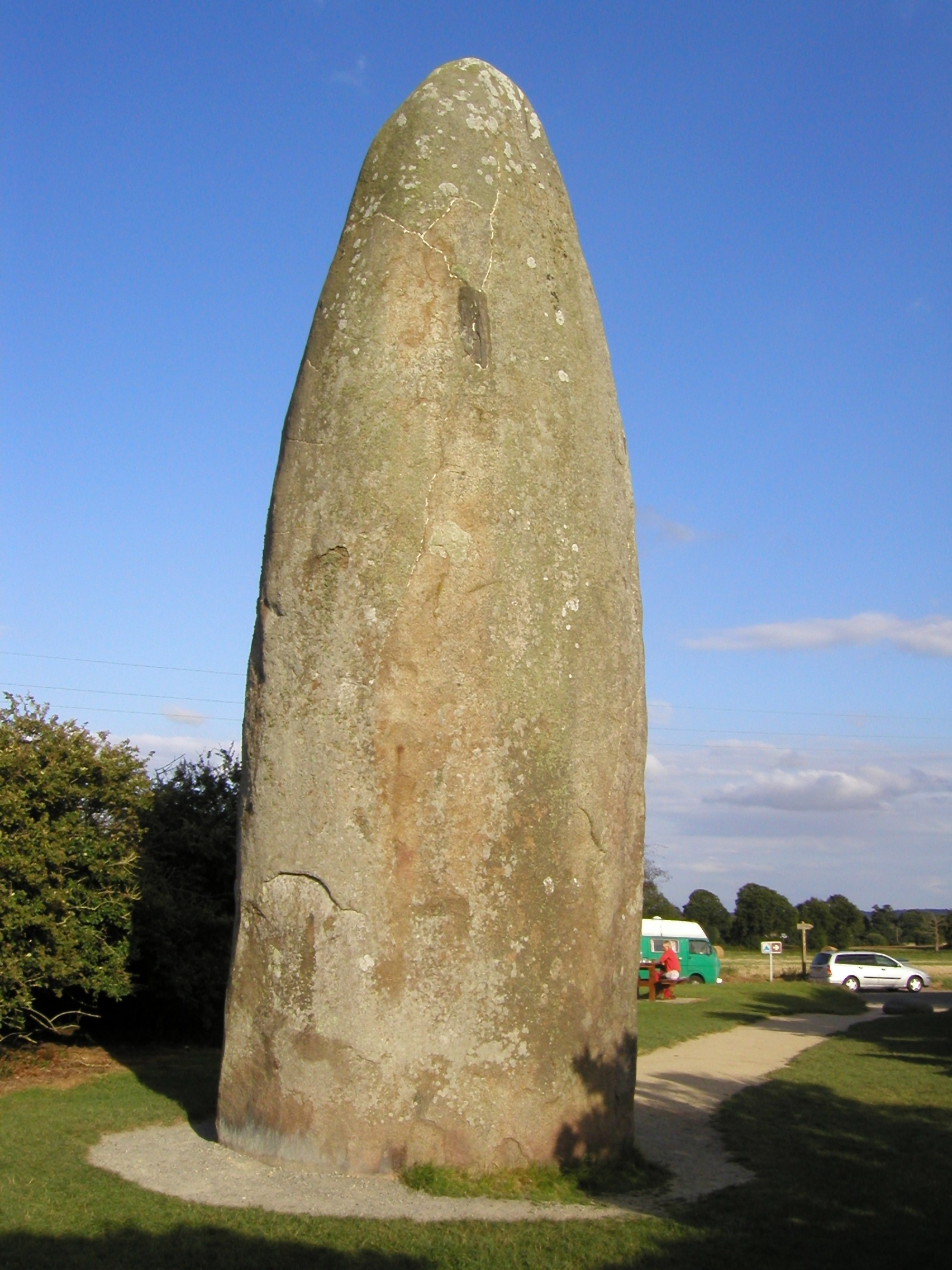
,

Menhir francés, objeto central del tebeo.

## Argumento
En el campamento romano de Pastelalrum, el centurión Disparatus recibe al relevo, el centurión Nihablarum y sus guardias. Todos los legionarios de Disparatus están muy sucios y ebrios. Disparatus le sugiere a Nihablarum que simplemente se siente a esperar al relevo, pero Nihablarum tiene otros planes para sus legionarios, y ordena que arrasen la aldea gala de una vez. Astérix observa esto desde un árbol y comienza a gritarle a todo el mundo, excepto a Obélix, al cual le dice "Je, je, je". Todos en el pueblecito hacen lo mismo, hasta que Astérix se burla de los romanos y estos quieren arrasar la aldea. Obélix, al enterarse de los romanos, pide que se los dejen, a lo que Astérix contesta que son para él solito, pues es su cumpleaños y esos romanos son su regalo, Abraracúrcix le dice que vaya, que le espera su regalo, Ideafix ataca a Nihablarum, mordiéndole el trasero, y Obélix agarra a un romano por la pierna y lo utiliza como arma, venciendo a todos los romanos con un solo golpe. Nihablarum decide que deben ir al campamento a esperar al relevo. Obélix y Astérix van a disfrutar un banquete de jabalíes.
Entretanto, en Roma, Julio César se encuentra con algunos de sus colegas del senado, discutiendo de lo ocurrido, hasta que un joven, Cayo Coyuntural, recién graduado de la escuela de administración, le dice que lo que debilitará a esos galos dementes será el afán del lucro, el oro. Luego hace que César vea el estado de los senadores, los cuales, antes jóvenes, fuertes y valerosos, tras años de fiestas, han quedado en un estado de decadencia, engordando y debilitándose gracias a su oro y orgías. Coyuntural le promete que puede hacer que los galos invencibles se parezcan a los senadores, pero necesitará mucho oro. César le da créditos ilimitados y Coyuntural parte hacia la Galia. Allí, Nihablarum le dice que el sujeto que los venció era Obélix, y que pasea con un menhir a la espalda todos los días, con un perrito que le sigue siempre. Nihablarum afirma que no saldrá del campamento hasta que llegue el relevo.
En el bosque, Coyuntural se encuentra con Obélix, y comienza a engañarlo para que le venda el menhir, comprándolo por doscientos sestercios. Coyuntural lo lleva al campamento para que le deje el menhir. En el campamento, el centinela señala que viene "El gordo brutal" y todos se esconden. Coyuntural le paga a Obélix y le dice que le traiga más al día siguiente. Obélix se va a su casa a hacer un menhir y rechaza la invitación de Astérix de cazar jabalíes. Al día siguiente, el centinela vuelve a gritar que viene "El gordo brutal". Coyuntural sube los precios a cuatrocientos sestercios y le paga más. En el pueblo, Obélix le pide comida a Astérix, pero este se la niega, ya que no le acompañó a cazar, y ahora debe buscar la comida él mismo. Pero Obélix piensa en el oro que tiene y en vez de cazar decide comprarle a un galo que pasa por ahí su jabalí y le dice que él puede cazar jabalíes para él a cambio de oro, ya que él está ocupado haciendo menhires.
El centinela deja de preocuparse, pues Obélix es ahora su "repartidor de menhires". Pero Coyuntural le dice a Obélix que solo trae dos menhires a la vez, y que eso no es suficiente porque "la demanda sigue creciendo" y si la oferta no aumenta los precios disminuirán (luego se lo explica en infinitivo para que lo entienda: "si no traer más menhires, yo dar menos sestercios a tú"), pero todo es un engaño para extender su intención. Así que Obélix le dice a su cazador que ahora hará menhires y contrata a otros aldeanos para que cacen para ellos. Coyuntural le dice que está todo bien, pero que debe hacer más. Obélix contrata a más gente y a más cazadores. Luego compra ropa nueva y un carro para poder llevar sus menhires. El pueblo se ha convertido en una cantera de producción de menhires; Astérix acaba enfadado con Obélix porque este le dice que ya no puede hacer nada de lo que hacían antes, ya que ahora es alguien importante y ocupado. Astérix está triste por su amigo y Panorámix está inquieto por la repentina pasión que sienten los romanos por los menhires. Las mujeres de la aldea critican a sus maridos y se pelean, por lo que Astérix y Panorámix deciden darles poción mágica a todos y que hagan muchos menhires, sabiendo que los romanos se cansarán de ellos. El centinela del campamento habla de una manera cada vez "menos marcial" y comienza a avisar que llegan Edadepiédrix (el cual está enfadado porque su esposa le cosía ropa a Obélix) y Ordenalfabetix que también quería ganar dinero. Coyuntural le dice a Nihablarum que parte para Roma, pues su trabajo ya está hecho y los galos usan su fuerza mágica para hacer menhires y no para luchar contra los romanos. Antes de marcharse le ordena a Nihablarum que se mantenga la compra de menhires subiendo los precios cada vez más.
De regreso en Roma, Julio César critica los métodos de Coyuntural, pues le está agotando el tesoro. Coyuntural decide que venderán los menhires, se hace publicidad de los menhires galos por todas partes, al principio es un éxito, y reciben mucho dinero. César felicita a Coyuntural y aseguran que pronto tendrán una gran fortuna gracias a la paz. Sin embargo, tienen tanto éxito en Roma, que un comerciante local decide producir sus propios menhires romanos y no importados, más baratos, y pronto le siguen los egipcios y los fenicios también, con lo que el mercado empieza a saturarse de menhires de todas clases y finalmente pasan de moda, por lo que ya nadie los quiere y su precio se desploma, con lo que no podrán compensar los gastos. César enojado le ordena a Coyuntural que parta hacia la Galia y que detenga la compra de menhires; este no quiere, pues piensa que Nihablarum lo va a matar, pero César amenaza con enviarlo al circo.
Coyuntural llega a la Galia y ve que el centinela se ha convertido en un hippie. Nihablarum le pide sestercios, al llegar Ordenalfabetix, Coyuntural rechaza los menhires y le dice que se los lleve. Luego le explica a Nihablarum que el plan se terminó y que deben dejar de comprar menhires, cuando Coyuntural trata de irse, Nihablarum lo detiene, diciéndole que no se irá hasta que él entienda lo que ocurre. Ordenalfabetix vuelve a la aldea y le dice a todo el mundo que Coyuntural ya no les compra más menhires. Esautomatix va pero tampoco les compran los suyos. Finalmente, Abraracúrcix, Astérix y Panorámix deciden luchar, ir al campamento y luchar contra los romanos de nuevo como antes; Obélix y Astérix se disculpan. En el campamento, Nihablarum continúa reteniendo a Coyuntural, diciéndole que sigue sin comprender y le pide que le explique si previó o no la reacción de los galos una vez terminada la compra de menhires. Coyuntural pide irse, pero los galos entran y destrozan el campamento. Nihablarum gira hacia Coyuntural y este le dice "¿Tú haber comprendido?". Panorámix le cuenta a Astérix que nadie hará mucho con lo sestercios, pues debido a la crisis romana, el sestercio ha sido devaluado y cuando Astérix pregunta qué significa, Panorámix le dice "...Que el sestercio ya no vale nada" y ambos ríen hasta el banquete.

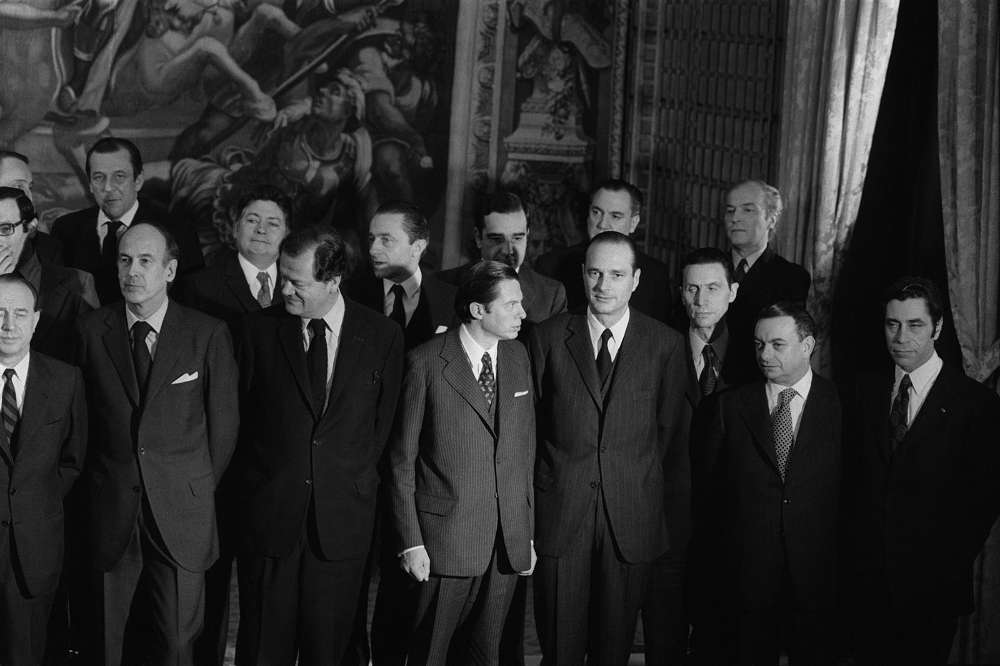
Chirac en su salsa en 1975; ejercicio: a partir de la imagen del álbum, adivínese de cuál de los 16 menhires se trata

## Caricaturas
Cayo Coyuntural es una parodia del relativamente joven Jacques Chirac, que ocupó el cargo de presidente de Francia en el año 1976, el mismo de la publicación por entregas y de la del álbum.
Cuando es relevada la legión del campamento de Pastelalrum (Babaorum), en la quinta viñeta de la segunda página los últimos legionarios en retirarse son caricaturas de Uderzo y Goscinny cargando a su amigo Pierre Tchernia.

## Crítica social
El guion del álbum es una parodia del sistema de libre comercio y del capitalismo en general. Goscinny sorprendió a propios y extraños con un guion en el que la oferta y la demanda son explicadas claramente, así como otros puntos del capitalismo. A día de hoy, es lectura recomendada en algunas facultades de economía.